# Хойхельхайм (Гессен)
Хойхельхайм (нем. Heuchelheim) — община в Германии, районный центр, расположен в земле Гессен. Подчиняется административному округу Гиссен. Входит в состав района Гиссен. Население составляет 7595 человек (на 31 декабря 2010 года). Занимает площадь 10,58 км².
Община подразделяется на 2 сельских округа.